# 오존 (전한)
오존(吳尊, ? ~ ?)은 전한 중기의 관료이다.

## 행적
천한 3년(기원전 98년), 정위에 임명되었다.

## 출전
- 반고, 《한서》 권19하 백관공경표 下

| 전임 두주 | 전한의 정위 기원전 98년 ~ 기원전 96년? | 후임 곽거 |